# Phillipsiidae
Phillipsiinae
Famille
Les Phillipsiidae sont une famille de trilobites proches des Proétides, ayant vécu du Famennien (époque du Dévonien supérieur), jusqu'à la fin du Changhsingien à la toute fin du Permien, et dont les membres comprennent certains des tout derniers trilobites.

## Présentation
L'extinction de masse qui marque la fin du Permien et du Paléozoïque, il y a 250 Ma, met fin à leur existence,.

## Liste des genres
Selon GBIF (8 décembre 2023) :
- † Acanthophillipsia Yuan, Zhao & Mao, 1992
- † Acropyge Qian, 1977
- † Ameropiltonia Brezinski, 2000
- † Ameura Weller, 1936
- † Ampulliglabella Kobayashi & Hamada, 1984
- † Anisopyge Girty, 1908
- † Appendicysta Hahn, Hahn & Yuan, 1989
- † Aprathia Hahn & Brauckmann, 1975
- † Bapingaspis Yuan, 1988
- † Bedicella Hahn, Hahn & Ramovs, 1990
- † Bitumulina Osmolska, 1970
- † Brachymetaspis Gandl et al., 2015
- † Calybole Richter, 1927
- † Chaunoproetus Richter, 1919
- † Comptonaspis Brezinski, 1988
- † Cummingella Reed, 1942
- † Cyphinioides Reed, 1942
- † Daihuaia Yuan, 1988
- † Dechenelloides Gandl, 1968
- † Delaria Weller, 1944
- † Ditomopyge Newell, 1931
- † Doublatia Wass & Banks, 1971
- † Drevermannia Schmidt, 1909
- † Dudu Hahn & Hahn, 1985
- † Endops Koizumi, 1972
- † Eopalpebralia Alberti, 1981
- † Evagena Hahn & Brauckmann, 1989
- † Formonia Richter, 1928
- † Frithjofia Pribyl & Vanek, 1978
- † Gapeevella Gandl, 1987
- † Gitarra Gandl, 1968
- † Globusoidea Hahn & Brauckmann, 1980
- † Gracemerea Engel & Morris, 1989
- † Helioproetus Richter, 1919
- † Hentigia Haas, Hahn & Hahn, 1980
- † Hesslerides Brezinski, 2000
- † Hildaphillipsia Hahn & Hahn, 1972
- † Humilogriffithides Inai, 1936
- † Hunanoproetus Yang, 1981
- † Iranaspidion Kobayashi & Hamada, 1978
- † Jimbokranion Kobayashi & Hamada, 1984
- † Karginella Hahn, Hahn & Ramovs, 1990
- † Kathwaia Grant, 1966
- † Kollarcephalus Brezinski, 2000
- † Kulmiella Hahn & Hahn, 1968
- † Langgonbole Kobayashi & Hamada, 1973
- † Linguaphillipsia Stubblefield, 1948
- † Mahaiella Yin, 1983
- † Malchi Engel & Morris, 1994
- † Microphillipsia Ruggieri, 1959
- † Mirabole Osmólska, 1962
- † Nipponaspis Koizumi, 1972
- † Novoameura Brezinski, 1991
- † Nunnaspis Brezinski, 2000
- † Palaeophillipsia Sugiyama & Okano, 1944
- † Parachaunoproetus Yuan, 1988
- † Parafrithjofia Yuan, 1988
- † Paragriffithides Reed, 1943
- † Parangustibole Yuan & Xiang, 1998
- † Paraphillipsia Toumansky, 1935
- † Particeps Reed, 1943
- † Parvidumus Kobayashi & Hamada, 1980
- † Perexigupyge Brezinski, 1988
- † Permoproetus Toumansky, 1935
- † Persiax Lerosey-Aubril & Deshmukh, 2022
- † Planokaskia Engel & Morris, 1994
- † Pontipalpebralia Lutke, 1968
- † Pseudocyrtosymbole Yuan & Xiang, 1998
- † Pseudophillipsia Gemellaro, 1892
- † Pseudophillipsia Gemmellaro, 1890
- † Pseudospatulina Hahn & Hahn, 1968
- † Reediella Osmolska, 1970
- † Schizophillipsia Kobayashi & Hamada, 1980
- † Sdzuyaspis Gandl, 2011
- † Simulopaladin Fortey & Heward, 2015
- † Sinosymbole Yuan & Xiang, 1998
- † Skemmatocare Richter, 1927
- † Skemmatopyge Richter, 1919
- † Spergenaspis Brezinski, 1987
- † Spinibole Chlupac, 1966
- † Steedenia Hahn, Hahn & Müller, 2003
- † Struveproetus Feist, Lemke & Korn, 2000
- † Thaiaspis Kobayashi, 1961
- † Thalabaria Engel & Morris, 1989
- † Timoraspis Hahn & Hahn, 1967
- † Triproetus Kobayashi & Hamada, 1979
- † Typhloproetus Richter, 1913
- † Vandergrachtia Brauckmann, 1974
- † Vidria Weller, 1944
- † Wagnerispina Gandl, 1977
- † Weania Campbell & Engel, 1963
- † Weberides Reed, 1942
- † Witryides Hahn, Hahn & Brauckmann, 1986
- † Xenoboloides Brauckmann, 1987
- † Xiangzhongella Liu, 1987
- † Yishanaspis Yuan & Xiang, 1998
- † Zhegangula Hahn, Hahn & Yuan, 1989

## Classification
La famille des Phillipsiidae est attribuée en 1886 au couple Daniel Œhlert (1849-1920) et Pauline Œhlert (1854-1911) qui signent leurs publications sous « D.-P. Œhlert ».
Les †Phillipsiidae Oehlert, 1886 sont parfois considérés comme une sous-famille, les Phillipsiinae, et sont alors placés dans la famille des †Proetidae Salter, 1843,.
La famille des Phillipsiidae a pour synonyme :
- la sous-famille des Phillipsiinae.